# Diego de Souza Gama Silva
Diego de Souza Gama Silva (San Paolo, 22 marzo 1984) è un ex calciatore brasiliano, di ruolo centrocampista.